# Herman Reinhold Ankarcrona
Herman Reinhold Ankarcrona, född den 4 september 1829 på Boserup i Risekatslösa socken, Malmöhus län, död den 23 juli 1892 i Stockholm, var en svensk sjömilitär och ämbetsman. Han var son till Theodor Vilhelm Ankarcrona.

## Biografi
Ankarcrona blev kadett vid Krigsakademien på Karlberg 1843 och utexaminerades därifrån 1847. Han blev sekundlöjtnant vid flottan sistnämnda år, premiärlöjtnant där 1856 och kaptenlöjtnant på indragningsstat 1866. Ankarcrona blev efter tjänstgöring som ångbåtsbefälhavare tillförordnad chef för norra lotsdistriktet 1875. Han förordnades 1880 att förvalta lotsdirektörsämbetet, blev 1881 inspektör hos lotsstyrelsen och 1882 tillförordnad lotsdirektör, vilket han förblev till sin död. Ankarcrona befordrades till kommendör i flottans reserv 1885. Han blev riddare av Svärdsorden 1876 och kommendör av första klassen av Vasaorden 1885.